# Джани, Эудженио
Эудженио Джани (итал. Eugenio Giani; род. 30 июня 1959, Эмполи) — итальянский политик, губернатор Тосканы (с 2020).

## Биография
В 1990 году избран в коммунальный совет Флоренции от Итальянской социалистической партии. В 2007 году вступил в Демократическую партию. 25 июня 2015 года избран председателем регионального совета Тосканы. Автор нескольких книг о Флоренции. С 2015 года — президент дома-музея Данте. Участвовал в мероприятиях по финансовому оздоровлению футбольного клуба «Фиорентина» после его банкротства в 2002 году.
20-21 сентября 2020 года пошёл на очередные региональные выборы в Тоскане во главе левоцентристской коалиции на основе Демократической партии с участием нескольких небольших списков и партии Италия Вива и добился победы с результатом 48,6 % (блок Лиги Севера, «Братьев Италии» и партии «Вперёд, Италия», возглавляемый Сузанной Чеккарди, заручился поддержкой 40,5 % избирателей, на долю Движения пяти звёзд пришлось 6,4 %).
Поддержку Джани оказывал бывший премьер-министр Италии Маттео Ренци, для которого Тоскана имеет большое значение, поскольку он оттуда родом и там начинал свою политическую карьеру. Тем не менее, вклад новой партии Ренци — Италия Вива — не оказался решающим (за неё проголосовали только 4,38 % избирателей), и в период до официального утверждения результатов выборов и вступления Джани в должность губернатора распределение портфелей в новой региональной администрации оставалось предметом дискуссий внутри победившей коалиции.
8 октября 2020 года официально вступил в должность.

## Труды
- Firenze e la Fiorentina, Firenze, 2005
- Il Corteo della Repubblica Fiorentina con Luca Giannelli, Firenze, 2002
- Porta Romana, due piazze e un parcheggio in Oltrarno, insieme a Franco Cesati, Firenze, 1997, Nuova Grafica Fiorentina per Loggia de' Lanzi
- L’Iris di Firenze, fiore e stemma della Città, Alessandra Perugi, presentazione, 2013, Il Valico Edizioni